# Comuna Holubievîci, Kompaniivka
Holubievîci (în ucraineană Голубієвичі) este o comună în raionul Kompaniivka, regiunea Kirovohrad, Ucraina, formată din satele Antonivka și Holubievîci (reședința).

## Demografie
Componența lingvistică a comunei Holubievîci
     Ucraineană (95,69%)
     Rusă (1,89%)
     Alte limbi (1,35%)
Conform recensământului din 2001, majoritatea populației comunei Holubievîci era vorbitoare de ucraineană (95,69%), existând în minoritate și vorbitori de rusă (1,89%) și armeană (1,08%).